# Nemata Majeks-Walker
Netma Mejeks-Walker va néixer el 1946 a Freetown (Sierra Leone) i va ser una defensora dels drets de les dones sierraleonesa.

## Trajectòria
Va ser filla única i la seva mare va morir quan ella tenia cinc anys. Va ser criada per la seva besàvia i altres membres de la seva família. Va anar a l'escola a la Methodist grils School , a la Mugburka esco. A de secundària "Secondary School for Girls de Mathora" i a la "Annie Walsh memorial School de Freetown".
El govern li va donar una beca per la llicenciatura en Llengua i literatura anglesa en el 1972. Es va formar per ser professora i va obtenir un diploma de postgrau d'educació l'any 1973. Va ser mestra en anglès com a segon idioma a la Universitat d'Illinois a Urbana-Champaign en el 1975.
Després ella va tornar a on va néixer, Freetown, on va fer conferència a la Fourah Bay College en l'AWMS, accedint com a directora del departament d'anglès l'any 1981, abans de treballar com a agent de desenvolupament del currículum per anglès en l'Institut d'educació de Freetown.
L'any 1983, va aconseguir una beca de la Commonwealth per realitzar un doctorat en educació a distància a la Universitat de Surrey, en Guildford, Anglaterra. Va obtenir el seu doctorat en el 1986 i va treballar com a oficial d'educació a Londres fins a principis de la dècada 1990. Des de 1999 Majeks-Walker ha sigut consultora i facilitadora amb l'experiència laboral de gènere i política.

## Activitats
L'any 2001, Majeks-Walker va fundar el Grup Sierra Leone 50/50, que se centra en la igualtat de les dones.
El juliol de 2013, Majeks-Walker va ser ponent al World Justice Forum IV a La Haia, Països Baixos.
El 2015, la BBC la va nomenar una de les seves 100 dones.
El gener de 2017, Majeks-Walker va ser nomenat president del consell d'administració del complex hospitalari docent per membres del parlament de Sierra Leone del Comitè de Nomenaments i Servei Públic.